# Gadag-Betageri
Gadag-Betageri oder  Gadag-Betigeri (Kannada: ಗದಗ-ಬೆಟಗೇರಿ Gadaga-Beṭagēri) ist eine Doppelstadt mit rund 180.000 Einwohnern im indischen Bundesstaat Karnataka. Gadag-Betageri ist Verwaltungssitz des Distrikts Gadag und hat den Status eines City Municipal Councils.

## Lage
Gadag-Betageri liegt im nördlichen Zentral-Karnataka ca. 430 km (Fahrtstrecke) nordwestlich von Bengaluru und 58 km östlich von Hubballi-Dharwad auf einer Höhe von rund 650mü.d.M. auf dem Dekkan-Plateau. Über die Bahnstrecke von Hubballi nach Guntakal ist Gadag-Betageri an das Eisenbahnnetz angeschlossen. Das Klima ist subtropisch warm; Regen fällt fast nur in den Sommermonaten.

## Bevölkerung
Offizielle Bevölkerungsstatistiken werden erst seit 1991 geführt und veröffentlicht.
| Jahr      | 1991    | 2001    | 2011    |
| Einwohner | 134.051 | 154.982 | 172.612 |

Ungefähr 73,5 % der mehrheitlich Kannada sprechenden Bevölkerung sind Hindus, etwa 23,5 % sind Moslems und jeweils ca. 1,5 % entfallen auf Christen und Jains; andere Religionen wie Sikhs, Buddhisten etc. bilden zahlenmäßig kleine Minderheiten. Der weibliche Bevölkerungsanteil ist geringfügig höher als der männliche.

## Wirtschaft
Das Umland der beiden Städte ist immer noch in hohem Maße landwirtschaftlich orientiert. Die Städte selbst bilden das merkantile, handwerkliche, verwaltungs- und dienstleistungsmäßige Zentrum der Region.

## Geschichte
Im Mittelalter gehörte die Region zum Chalukya- und Hoysala-Reich; im Jahr 1348 übernahm das Vijayanagar-Reich von seiner ca. 100 km östlich gelegenen Hauptstadt (heute Hampi) knapp 200 Jahre lang die Macht über große Teile Südindiens. Im Jahr 1565 wurde das Vijayanagar-Reich von den vereinten Truppen der Dekkan-Sultanate erobert, die sich jedoch bald darauf wieder zerstritten. In den Jahren 1761 bis 1799 okkupierten Haidar Ali und sein Sohn Tipu Sultan von Srirangapatnam aus die Macht, die danach bis zur Unabhängigkeit Indiens (1947) von den Briten ausgeübt wurde.

## Sehenswürdigkeiten

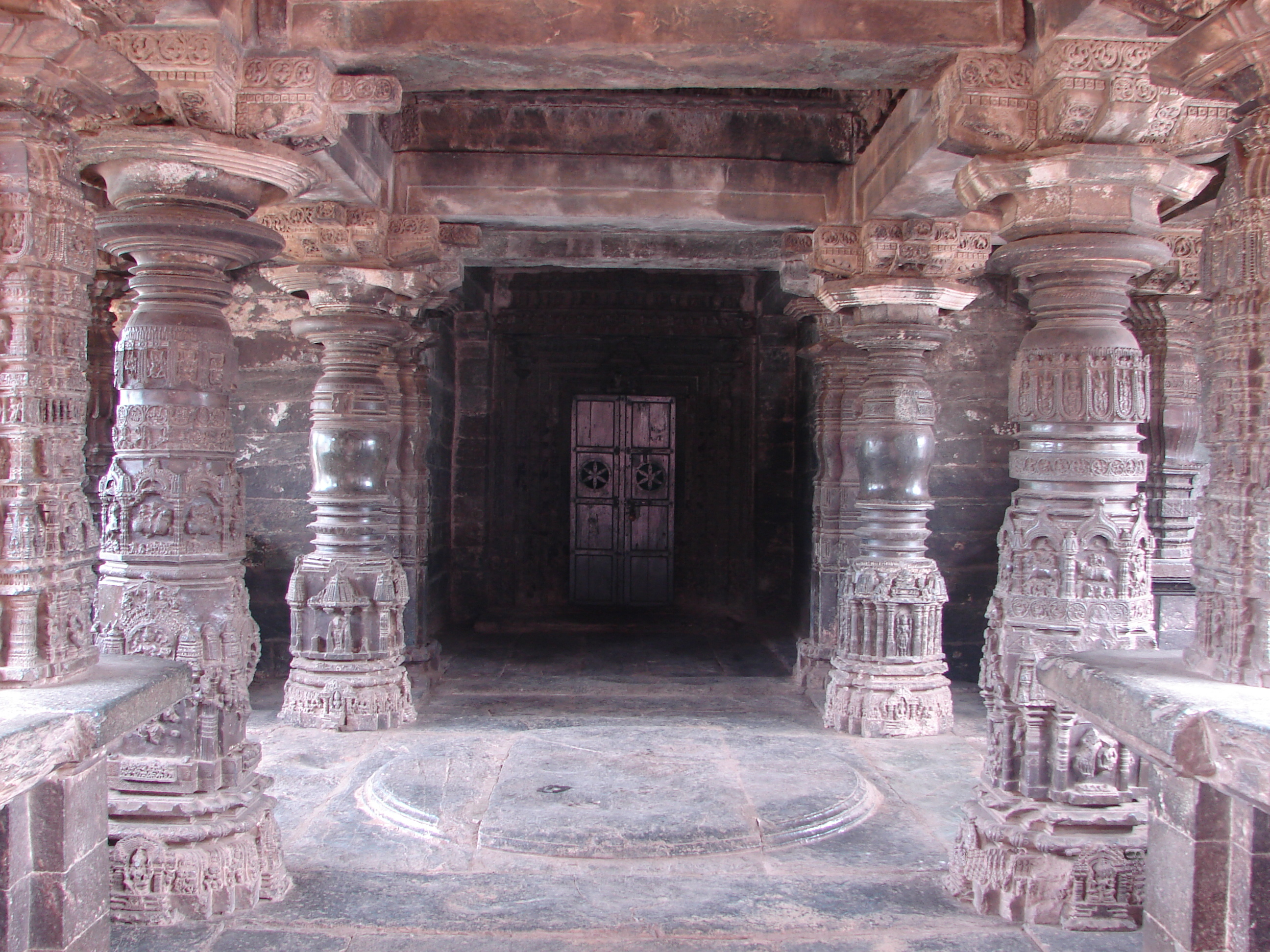
Gedrechselte und beschnitzte Säulen in der Vorhalle (mandapa) des Saraswati-Schreins

- Die wichtigsten historischen Monumente der Stadt befinden sich im Trikuteshwar-Komplex aus der 2. Hälfte des 11. Jahrhunderts. Der Haupttempel selbst war der Hindu-Trinität Brahma, Shiva und Vishnu geweiht.
- Der unmittelbar anschließende Sarasvati-Schrein ist etwa 150 Jahre jünger und architektonisch deutlich feiner gearbeitet. In der Vorhalle (mandapa) zeigen sich die für die Chalukya-Architektur charakteristischen gedrechselten und reich beschnitzten Specksteinsäulen, die später von den Hoysala übernommen wurden.
- Ein aus dem 16. oder 17. Jahrhundert stammender Stufenbrunnen befindet sich ebenfalls auf dem Tempelgelände.
- Der bereits arg verfallene Someshvara-Tempel steht im Zentrum von Gadag.
- Mittelalterlichen Ursprungs, aber im 16. Jahrhundert in großen Teilen umgestaltet, ist der ca. 300 m nördlich gelegene Viranarayana-Tempel.
- Sehenswert ist auch die Freitagsmoschee (Jama Masjid) aus dem 17. Jahrhundert.

Umgebung
Die Umgebung von Gadag ist reich an mittelalterlichen Tempelkomplexen und Einzelbauwerken aus der Chalukya-Zeit: Im Norden befinden sich die frühen Tempelstätten von Badami, Mahakuta, Aihole und Pattadakal, östlich liegen die Tempel von Lakkundi, Itagi und Kuknur, südlich befinden sich die Orte Dambal, Hadagali, Galaganatha und Haveri und in westlicher Richtung ist vor allem die Stadt Annigeri zu nennen.

## Söhne und Töchter der Stadt
- Bhimsen Joshi (1922–2011), Sänger